# Ankylopollexia
Ankylopollexia (del griego Ankylos "fusionado" y pollex "pulgar" "Aquellos con pulgares fusionados") es un clado de dinosaurios ornitisquios ornitópodos, que vivieron desde el Jurásico superior hasta el Cretácico superior (hace aproximadamente 156 y 65 millones de años, desde el Kimmeridgiense hasta el Maastrichtiense), en lo que hoy es América, África, Europa y Asia.

## Taxonomía
Ankylopollexia se define como el clado más inclusivo que contiene al Camptosaurus dispar (Marsh, 1879) y al Parasaurolophus walkeri (Parks, 1922).
El cladograma simplificado que se presenta a continuación sigue un análisis hecho por Andrew McDonald et al., publicado en noviembre de 2010 con información de McDonald de 2011.

|                | Dryosauridae                                                   |
|                |                                                                |
| Ankylopollexia | \| \| Camptosaurus \| \| \| \| \| \| Styracosterna \| \| \| \| |
|                | \| \| Camptosaurus \| \| \| \| \| \| Styracosterna \| \| \| \| |
|                | Camptosaurus                                                   |
|                |                                                                |
|                | Styracosterna                                                  |
|                |                                                                |

|  | Camptosaurus  |
|  |               |
|  | Styracosterna |
|  |               |

|                | Dryosauridae                                                   |
|                |                                                                |
| Ankylopollexia | \| \| Camptosaurus \| \| \| \| \| \| Styracosterna \| \| \| \| |
|                | \| \| Camptosaurus \| \| \| \| \| \| Styracosterna \| \| \| \| |
|                | Camptosaurus                                                   |
|                |                                                                |
|                | Styracosterna                                                  |
|                |                                                                |

|  | Camptosaurus  |
|  |               |
|  | Styracosterna |
|  |               |

|                | Dryosauridae                                                   |
|                |                                                                |
| Ankylopollexia | \| \| Camptosaurus \| \| \| \| \| \| Styracosterna \| \| \| \| |
|                | \| \| Camptosaurus \| \| \| \| \| \| Styracosterna \| \| \| \| |
|                | Camptosaurus                                                   |
|                |                                                                |
|                | Styracosterna                                                  |
|                |                                                                |

|  | Camptosaurus  |
|  |               |
|  | Styracosterna |
|  |               |

|                | Dryosauridae                                                   |
|                |                                                                |
| Ankylopollexia | \| \| Camptosaurus \| \| \| \| \| \| Styracosterna \| \| \| \| |
|                | \| \| Camptosaurus \| \| \| \| \| \| Styracosterna \| \| \| \| |
|                | Camptosaurus                                                   |
|                |                                                                |
|                | Styracosterna                                                  |
|                |                                                                |

|  | Camptosaurus  |
|  |               |
|  | Styracosterna |
|  |               |